# Anton-Leidinger-Weg
Der Anton-Leidinger-Weg (FAV 023) (auch Anton-Leidinger-Gedächtnisweg) ist ein 70 km langer Wanderweg im Landkreis Nürnberger Land (Mittelfranken) und im Landkreis Amberg-Sulzbach (Oberpfalz).

## Namensgeber
Anton Leidinger (1898–1972), seit 1934 im Hauptvorstand des Fränkischen Albvereins, seit 1957 Hauptwegemeister, seit 1969 Ehrenhauptwegemeister.

## Wegverlauf
Tiergarten Nürnberg, Nürnberg – Hirschenkopf – Brunn – Diepersdorf – Rockenbrunn – Haimendorf – Moritzberg –  Gersdorf – Nonnenberg – Buchenberg – Klingenhof – Kucha – Waller – Lieritzhofen – Alfeld – Poppberg – Hainfeld – Schwenderöd – Altensee – Ritzenfeld – Ammerthal – Kemnathermühl – Gärbershof – Wingershofer Tor, Amberg.

## Galerie

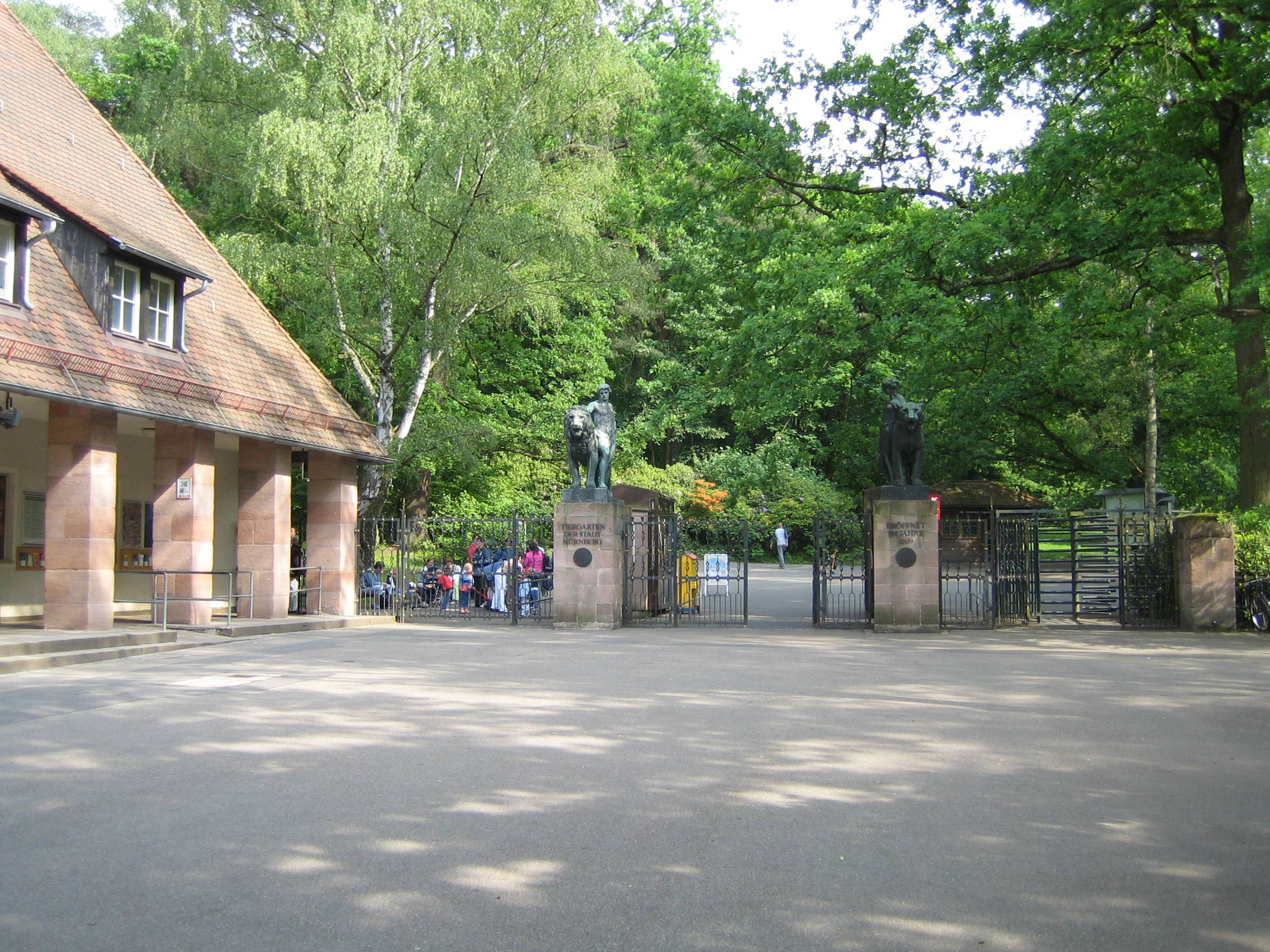
Beginn des Weges vor dem Tiergarten Nürnberg.
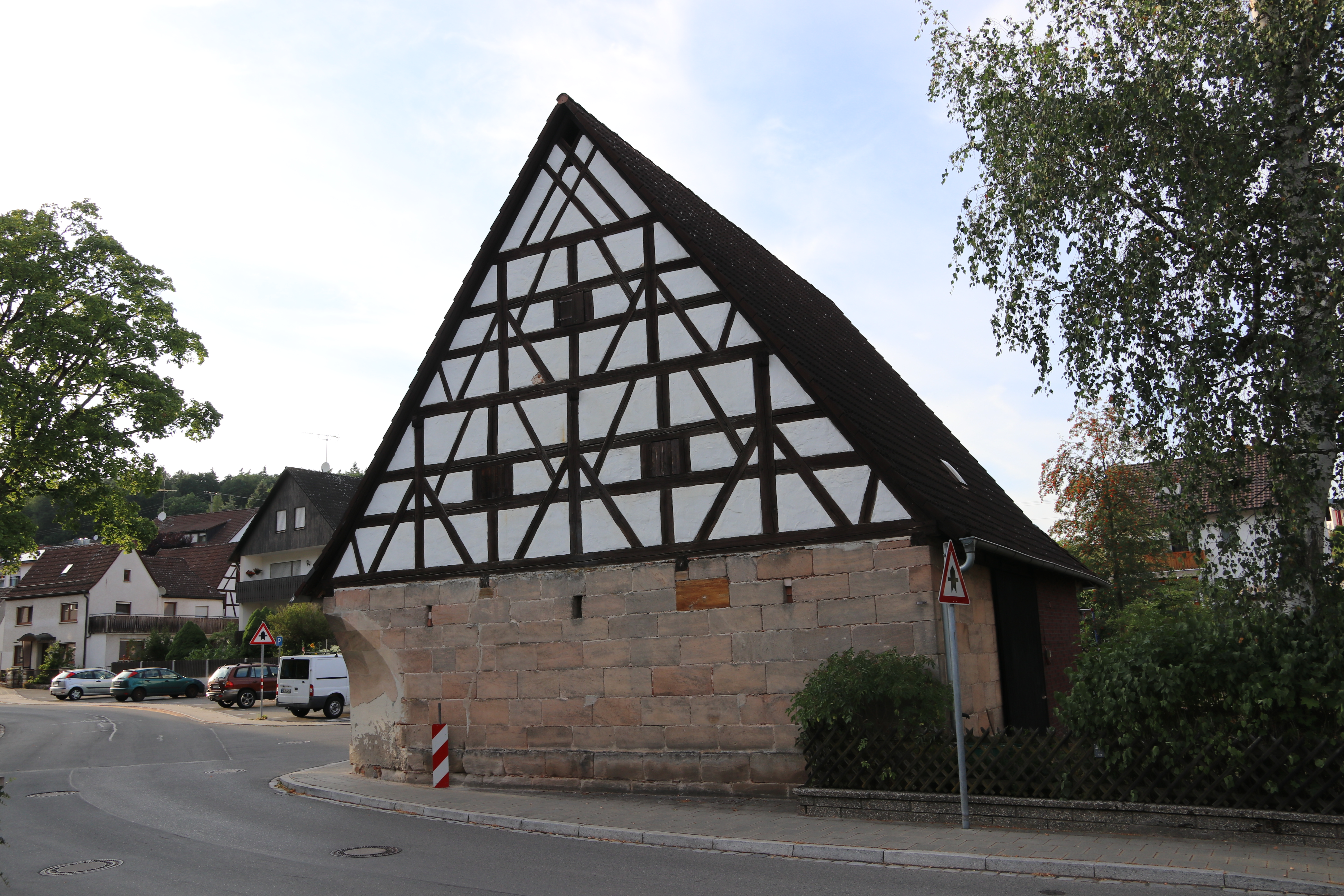
Der Nürnberger Stadtteil Brunn.
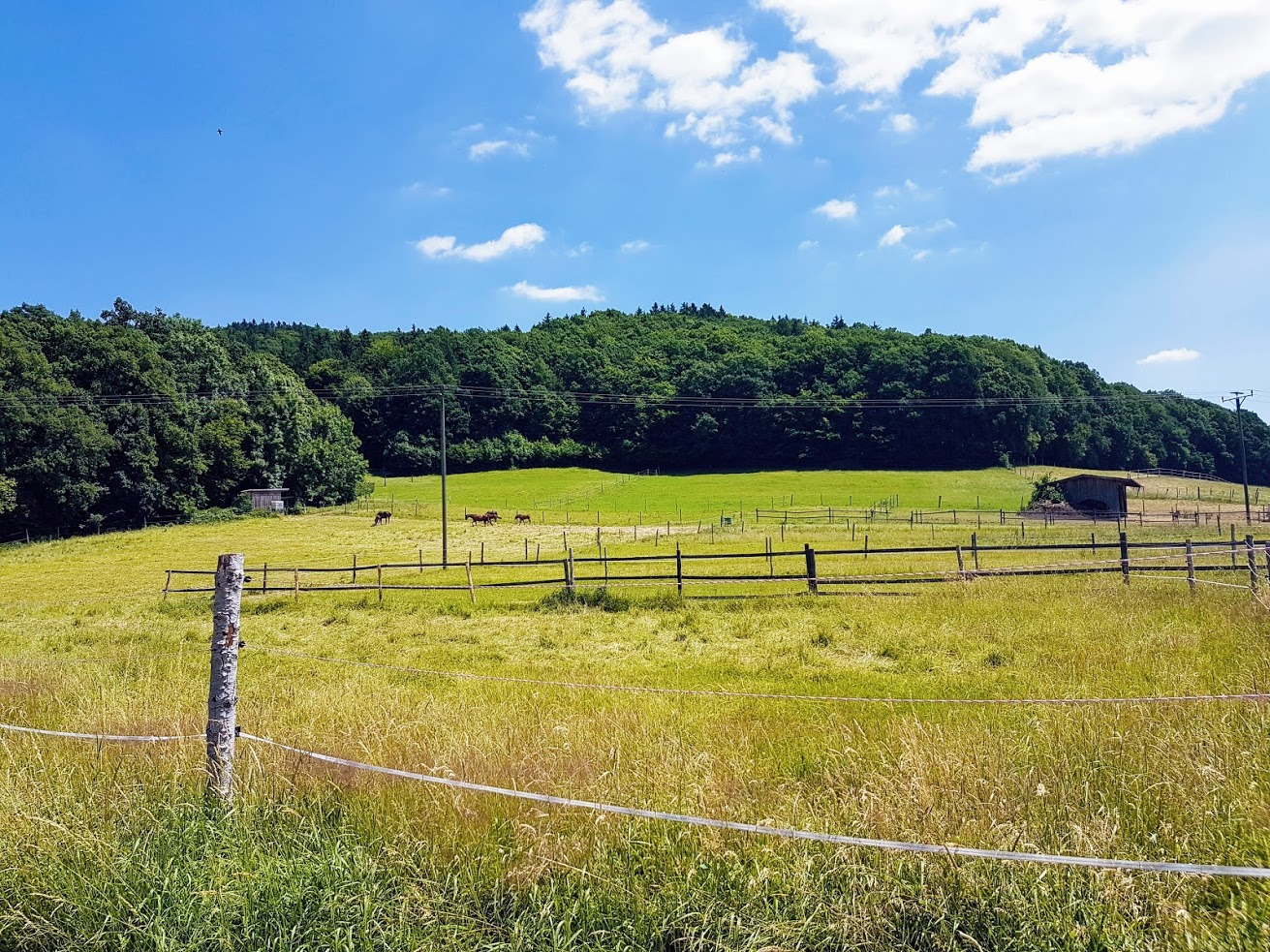
Blick auf den Moritzberg.
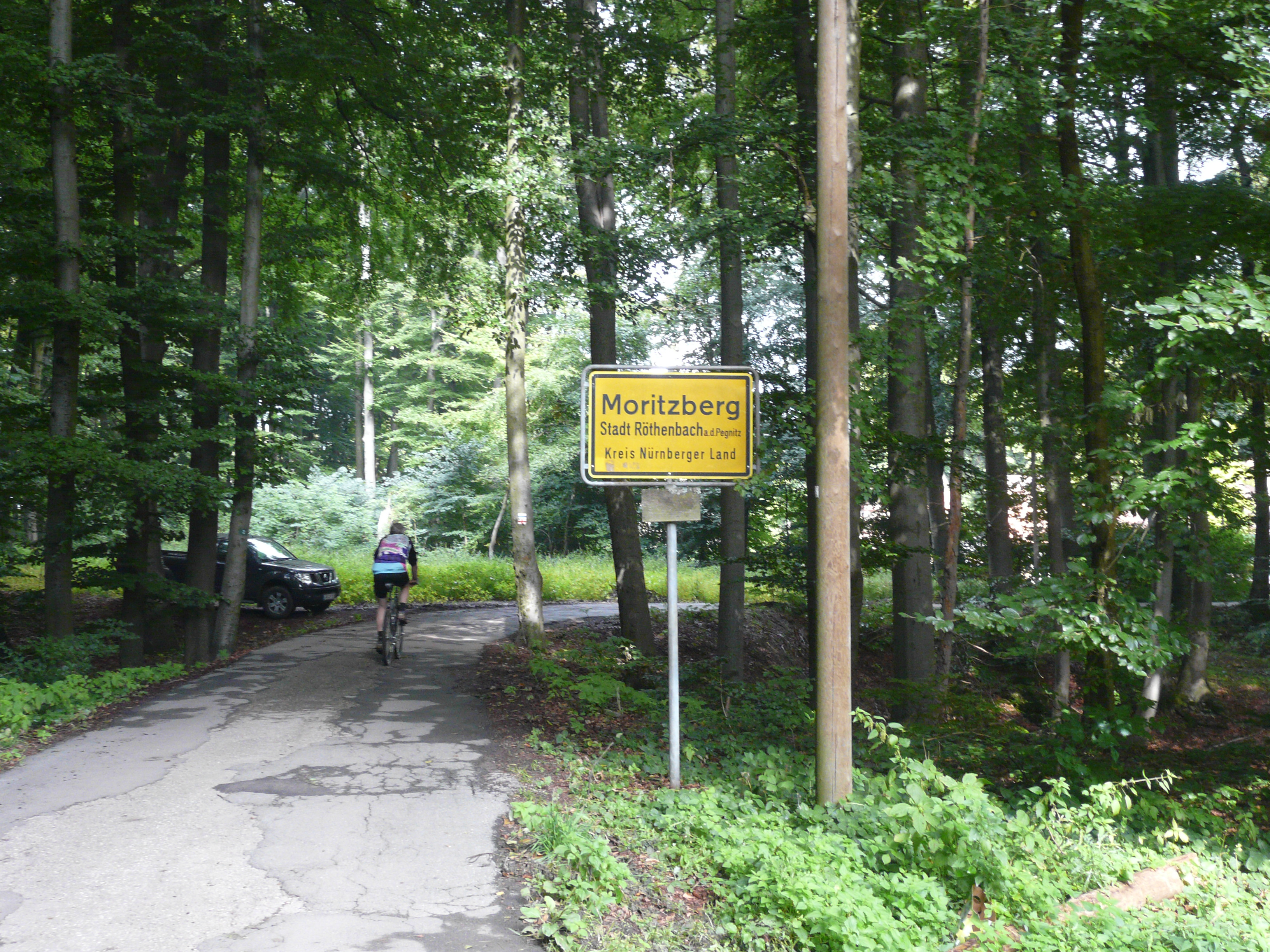
Moritzberg
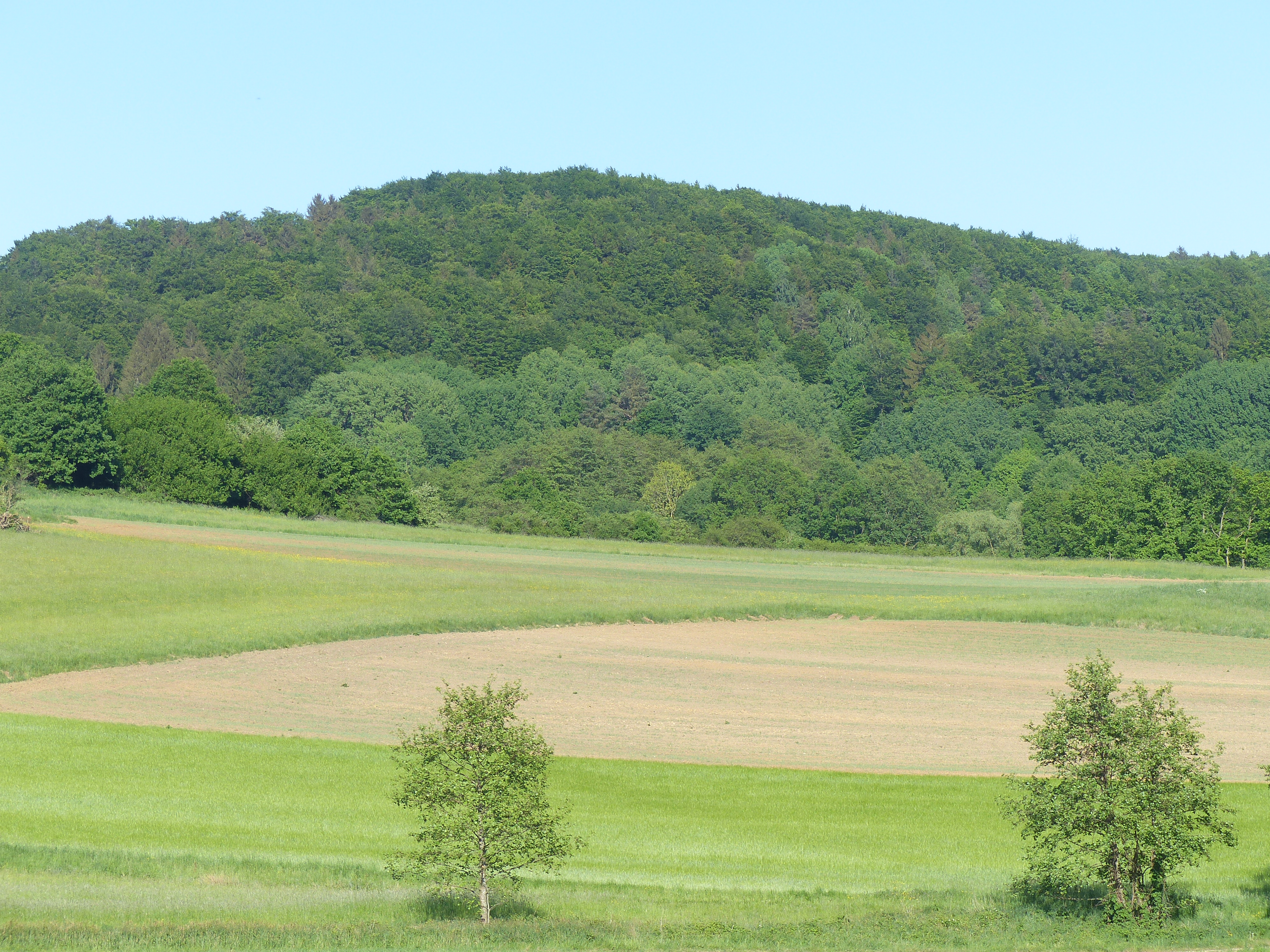
Buchenberg bei Entenberg.
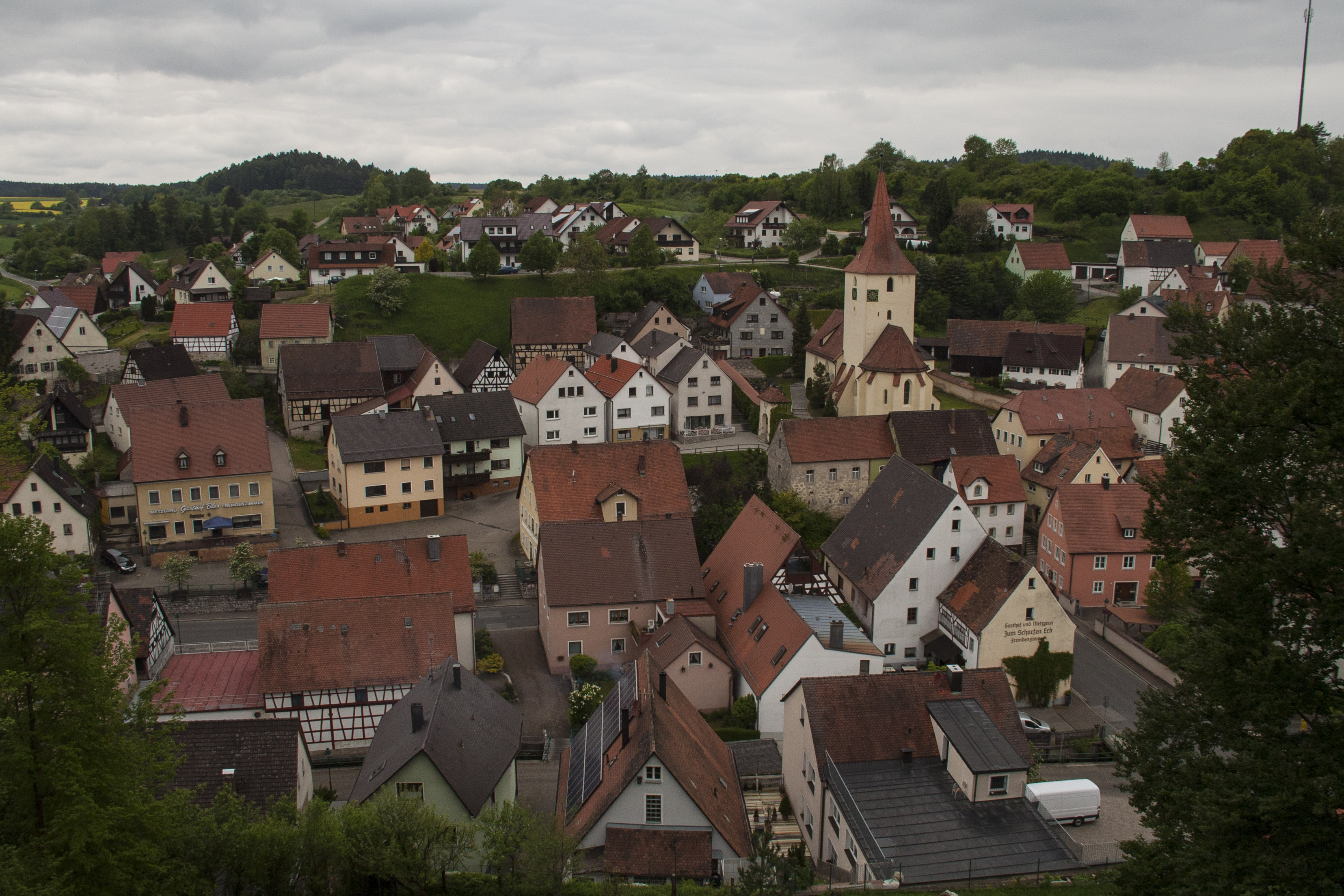
Alfeld
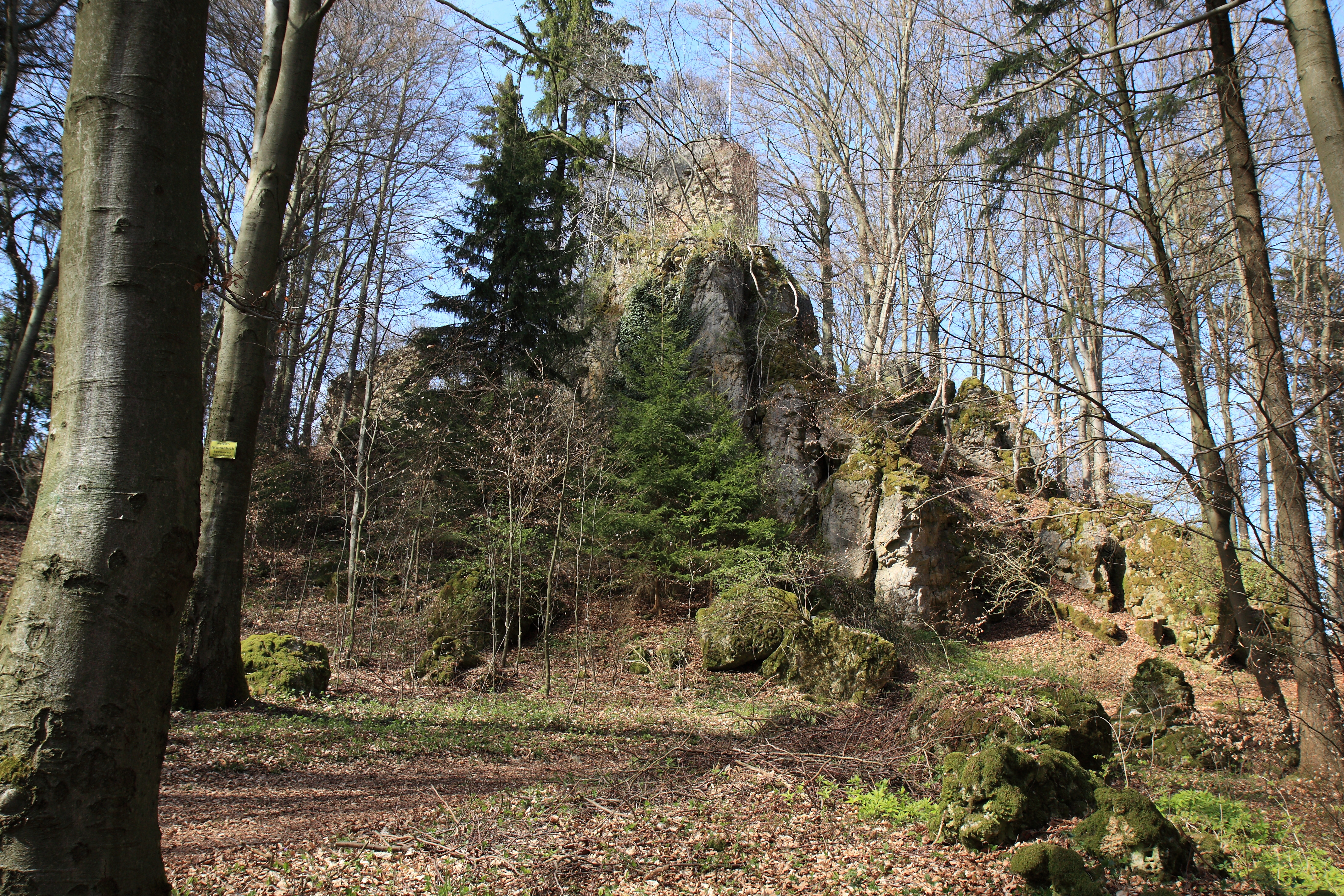
Burgruine Poppberg
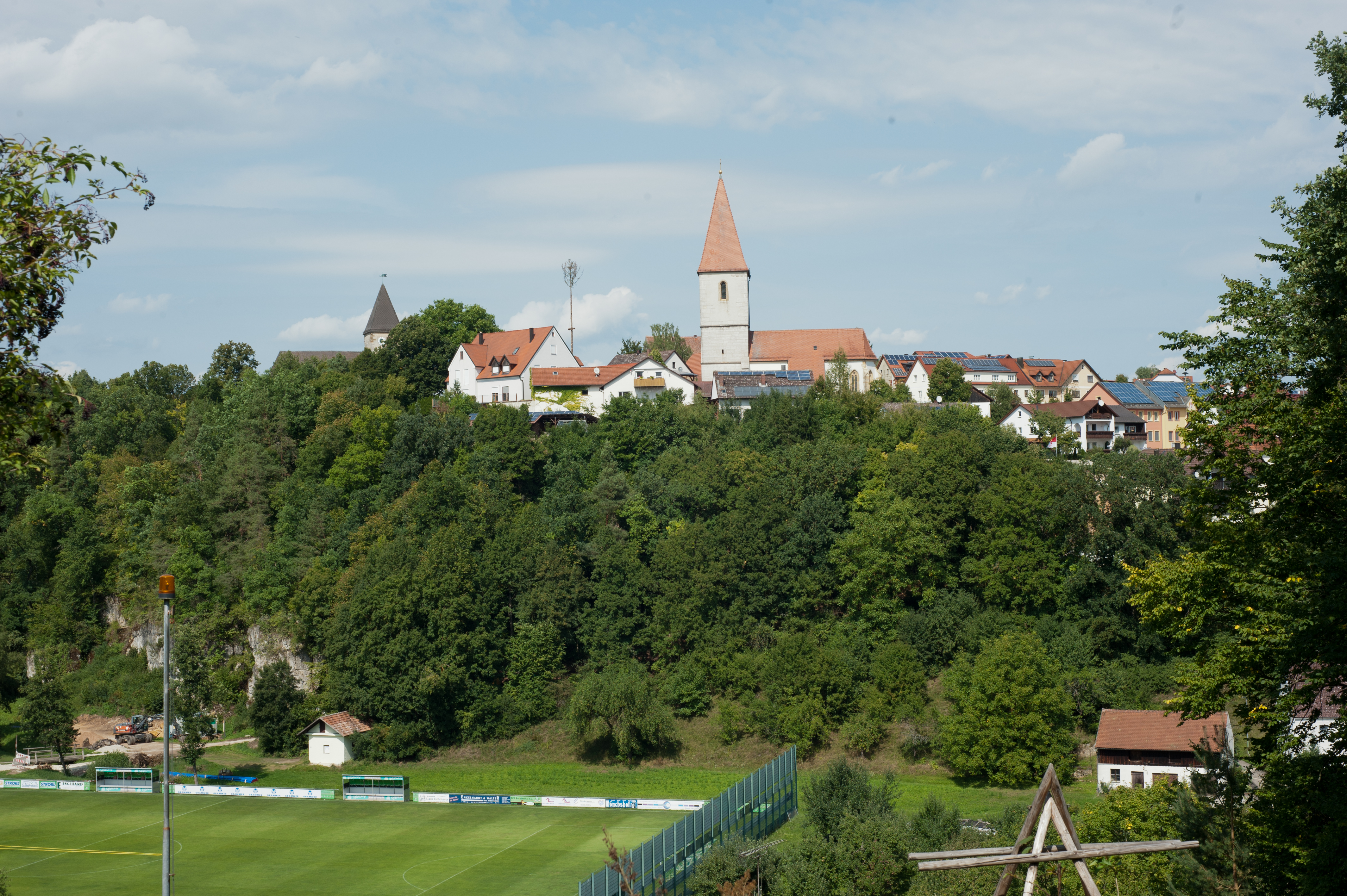
Ammerthal
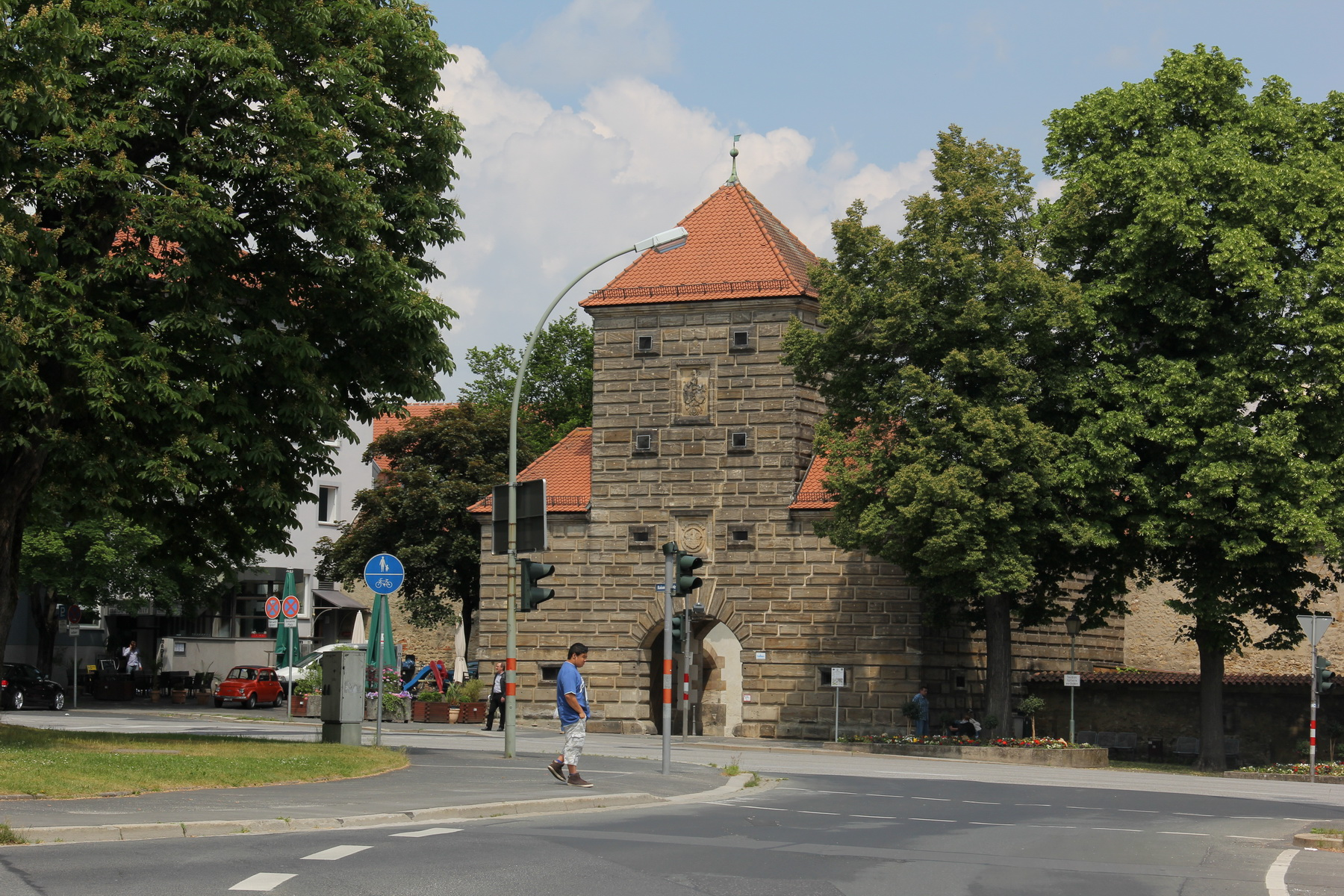
Wingershofer Tor in Amberg.